# San Francisco (Tixkokob)
San Francisco es una localidad del estado de Yucatán, México, comisaría del municipio de Tixkokob.

## Toponimia
El nombre (San Francisco) hace referencia a Francisco de Asís.

## Localización
San Francisco se encuentra al norte de Tixkokob.

## Infraestructura
- Una exhacienda habilitada como granja.

## Demografía
Según el censo de 2010 realizado por el INEGI, la población de la localidad era de 7 habitantes.
| ?                           | ? | 5 | 7 |
| (Fuente: INEGI [Consultar]) |   |   |   |

## Galería

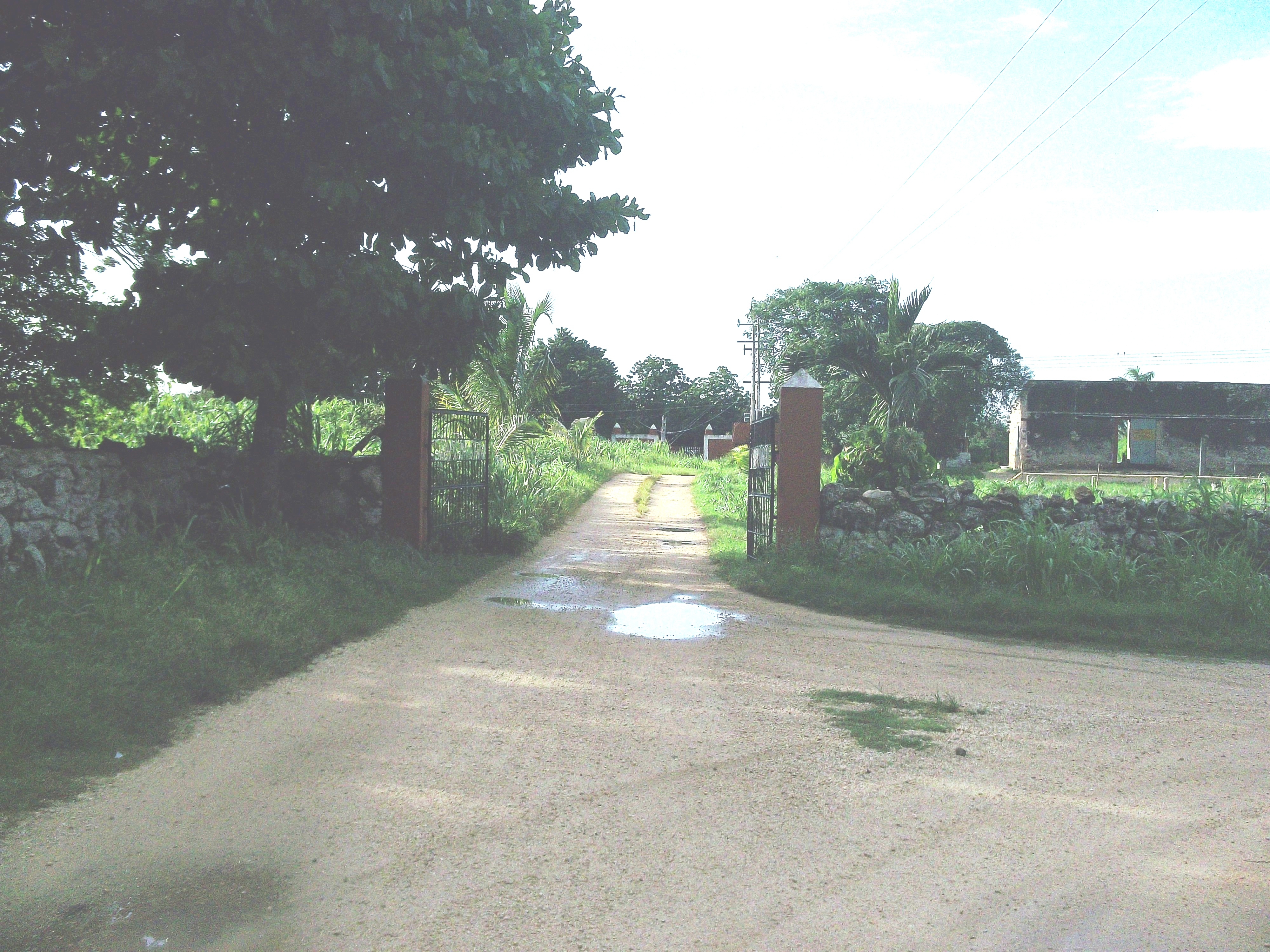
Entrada a San Francisco.
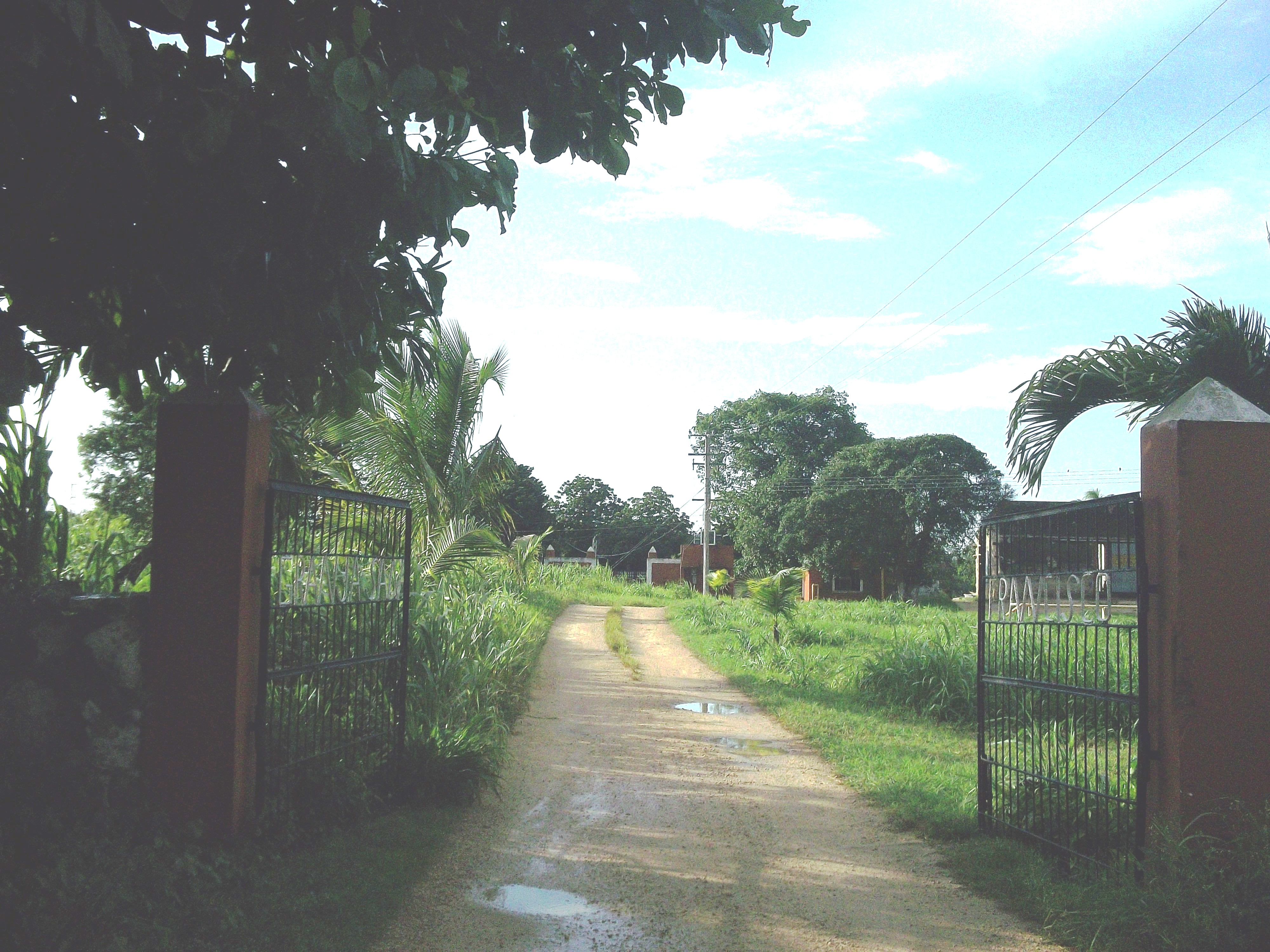
Entrada a San Francisco.
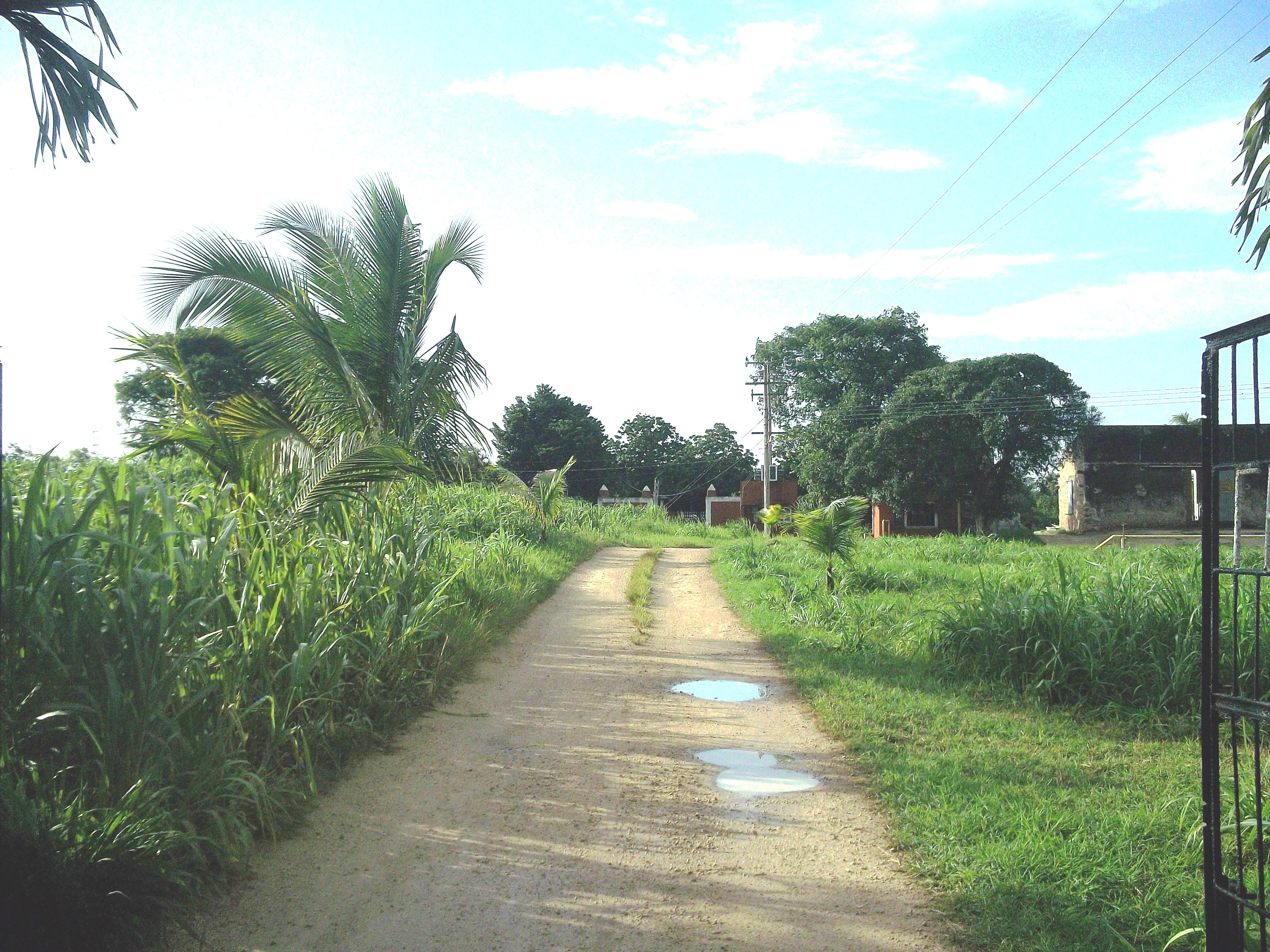
Vista de San Francisco.
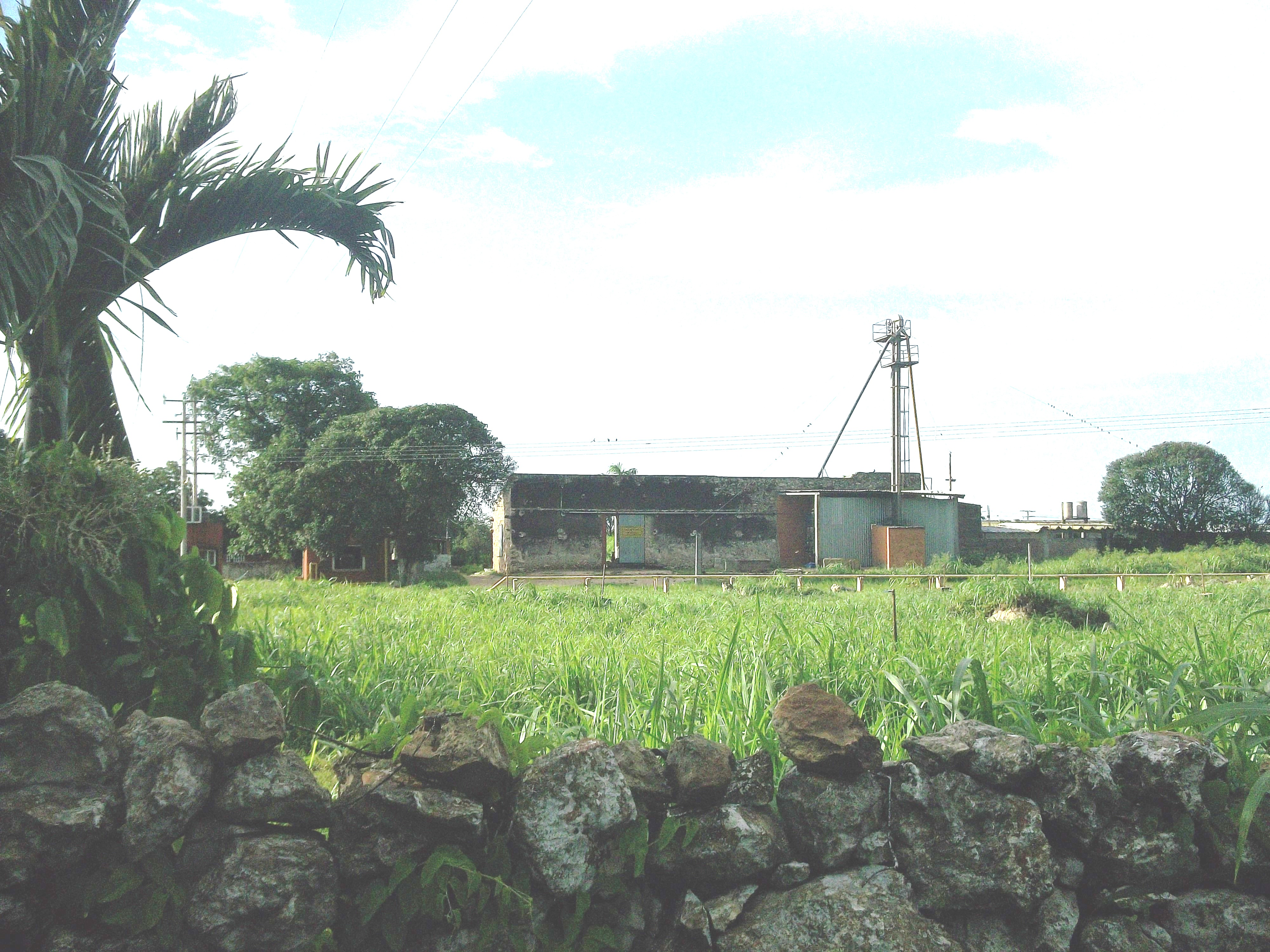
Vista de San Francisco.
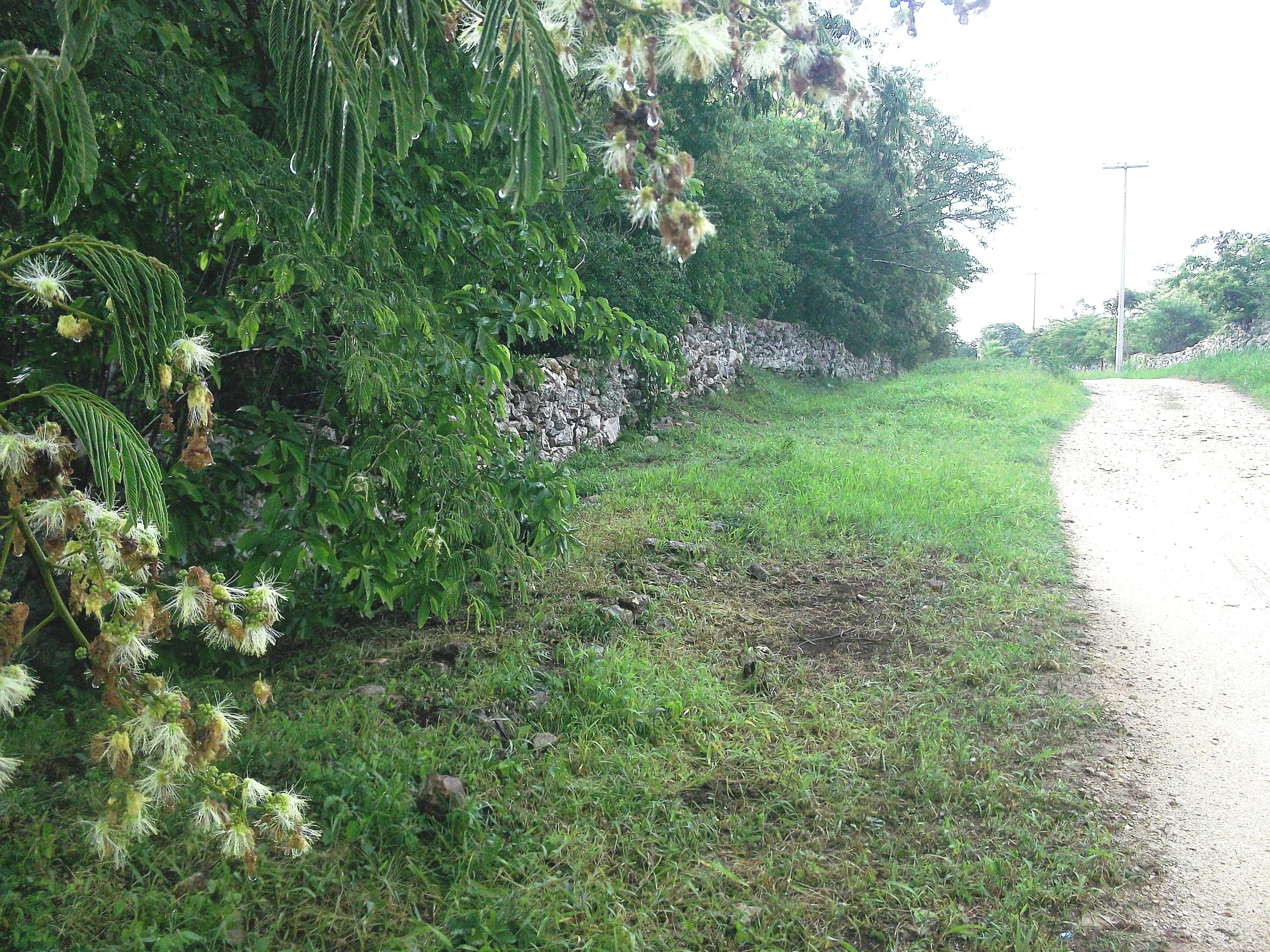
Antiguo camino a San Francisco.